# Robert Ollivier
Pour les articles homonymes, voir Ollivier.
Robert Ollivier, né à Pau le 30 mai 1911 et mort dans la même ville le 18 septembre 1997, est un pyrénéiste et alpiniste français, auteur de guides.

## L'alpiniste
La passion montagnarde de Robert Ollivier lui vient d'une escapade à vélo pour aller voir le Tour de France sur le col d'Aubisque. Avec un camarade de son lycée, ils remontent la Vallée de Ferrières et terminent l’ascension en portant leur vélo sur l'épaule. Ils sont évidemment arrivés après le passage des coureurs puisqu'il était 21h00 lorsqu’ils se trouvaient enfin à l’Aubisque. Mais la vision du cirque de Gourette sous le clair de lune va laisser à Robert Ollivier un souvenir impérissable. Il n'a alors que 16 ans.
Le baccalauréat en poche, il part faire des études de droit à Paris, mais il s’ennuie. Il lit les ouvrages du comte Russell et n’a qu’une idée en tête : apprendre la pratique de la montagne. Il abandonne donc le droit et revient en Béarn.
Après la réussite de quelques sommets prestigieux par les voies normales, il se tourne vers les parois abruptes.
En 1933, avec Henry Le Breton, Jean Senmartin, Henri Lamathe et François Cazalet, il fonde le Groupe Pyrénéiste de Haute Montagne (GPHM) sur le modèle du GHM (Groupe de Haute Montagne). Ce groupe doit incarner un renouveau du pyrénéisme et réformer la réputation des Pyrénées dans le monde de l’alpinisme. Le comité du GPHM ainsi formé fait la première de la face Sud du pic Bazillac et enchaine sur la troisième ascension du couloir de Gaube, juste après Henri Barrio, Joseph Aussat et Joseph Loustaunau.
En 1935, il fait la conquête de la face NO du petit pic d’Ossau, dans un massif qui devient rapidement son fief et son terrain d’expériences, en compagnie de Roger Mailly et François Cazalet. Il fait la conquête de la face Nord-est du petit pic en 1936 et celle de l’éperon Nord-ouest de la pointe de France en 1938.
Il est venu plusieurs fois à Ansabère, sur la grande aiguille, par la voie Cames-Sarthou, notamment avec sa compagne Maïté Cabanne qui fit ainsi la première féminine de cette grande aiguille. Il fit également quelques tentatives sur la face Est de cette grande aiguille. Il a en tout accompli une trentaine de premières dans les Pyrénées, dont une bonne douzaine à l’Ossau, mais a grimpé aussi dans les Alpes.
Robert Ollivier est l’un des premiers guides de haute montagne français diplômés d’État en 1938.
Bon skieur, il est deux fois champion des Pyrénées et se qualifie sept fois pour les championnats de France de ski alpin à Chamonix.

## Responsabilités
Après la défaite de 1940, Robert Ollivier forme de jeunes montagnards avec Jeunesse et Montagne et crée les premiers centres d'l'Union nationale des centre de montagne (ancêtre de l'UCPA) à Cauterets, Barèges et Gavarnie. 
En 1943, il fait partie du comité qui crée l’École nationale de ski et d'alpinisme (ENSA) à Chamonix. Il sera à la tête du GPHM de 1945 à 1950 et secrétaire de la FFM en 1945.

## Les guides Robert Ollivier
Robert Ollivier va écrire et éditer les célèbres guides de randonnées et d'escalade qui portent son nom, partageant ses découvertes, ses éblouissements. Contrairement à la plupart des grands guides, il ne prend jamais de notes, mais il a une mémoire visuelle prodigieuse. « Je photographie tout dans ma tête, les moindres détails d'une course, y compris  ceux des variations saisonnières », dit-il[réf. nécessaire]. Ce qui lui servira plus tard pour rédiger et illustrer (avec l'aide du Père Jean Dehais) des ouvrages sur les Pyrénées, guides et mini-guides répertoriant et décrivant près de 3000 itinéraires de randonnées et escalades, voies d'approche et ascensions classiques, dans les Pyrénées occidentales et centrales, versants nord et sud, sur les grandes heures du pyrénéisme, le ski de randonnée, le ski de fond, le parc national, etc. Une œuvre jugée par certains « incontournable » pour quiconque découvre le massif. 
Le premier guide sur lequel il a travaillé a été fait en collaboration avec Henry Le Breton : c’est le guide du GPHM, publié en 1937 à mille exemplaires et vendu en souscription. En 1948, il publie un livre : Le pic d’Ossau, et rédigera de très nombreux articles pour les revues pyrénéennes de montagne. 
Les guides Robert Ollivier sont rapidement devenus une référence, et l’auteur a œuvré toute sa vie pour les actualiser et les améliorer. Il sera sollicité par le Club alpin français du Sud-Ouest pour le centenaire de la section afin de relater cent ans de pyrénéisme dans le livre Pyrénées 1876 – 1976 : Les grandes heures du pyrénéisme.

## Sources et références
1. ↑  État civil sur le fichier des personnes décédées en France depuis 1970

- Encyclopédie Atlas « La Montagne »,
- sites internet balades-pyrenees.com et pyrenees-passion.info